# Кубок Болгарії з футболу 1965—1966
Кубок Болгарії з футболу 1965—1966 — 26-й розіграш кубкового футбольного турніру в Болгарії. Титул вчетверте здобула Славія (Софія).

## 1/16 фіналу
| Команда 1                  | Рахунок       | Команда 2                           |
| -------------------------- | ------------- | ----------------------------------- |
| Спартак (Софія)            | 1:0           | Ботев (Благоєвград)                 |
| Доростол (Сілістра)        | 1:1 пен. 6:6* | Дунав (Русе)                        |
| Ботев (Пловдив)            | 5:4           | Мариця (Пловдив)                    |
| Локомотив (Пловдив)        | 1:0           | Горубсо (Мадан)                     |
| Славія (Софія)             | 4:0           | Септемврійська слава (Михайловград) |
| Добруджа (Толбухін)        | 3:2           | Черно море (Варна)                  |
| Ботев (Враца)              | 3:1           | Розова долина (Казанлик)            |
| Спартак (Пловдив)          | 1:1 пен. 4:3  | Арда (Кирджалі)                     |
| ЦСКА Червено знаме (Софія) | 6:0           | Левські (Кюстендил)                 |
| Міньор (Враца)             | 3:2           | Спартак (Плевен)                    |
| Берое (Стара Загора)       | 2:0           | Локомотив (Бургас)                  |
| Марек (Станке Димитров)    | 2:1           | Міньор (Перник)                     |
| Левські (Софія)            | 3:1           | Бенковські (Ісперих)                |
| Етир (Велико-Тирново)      | 2:1           | Спартак (Варна)                     |
| Ботев (Бургас)             | 3:2           | Сливен                              |
| Локомотив (Софія)          | 3:0           | Балкан (Ботевград)                  |

* - переможець визначався за допомогою жеребкування.

## 1/8 фіналу
| Команда 1                  | Рахунок      | Команда 2               |
| -------------------------- | ------------ | ----------------------- |
| Спартак (Софія)            | 5:0          | Доростол (Сілістра)     |
| Локомотив (Пловдив)        | 3:3 пен. 4:3 | Ботев (Пловдив)         |
| Славія (Софія)             | 1:0          | Добруджа (Толбухін)     |
| Спартак (Пловдив)          | 1:1 пен. 4:3 | Ботев (Враца)           |
| ЦСКА Червено знаме (Софія) | 2:0          | Міньор (Враца)          |
| Берое (Стара Загора)       | 5:1          | Марек (Станке Димитров) |
| Левські (Софія)            | 0:0 пен. 4:3 | Етир (Велико-Тирново)   |
| Локомотив (Софія)          | 4:2          | Ботев (Бургас)          |

## 1/4 фіналу
| Команда 1                  | Рахунок      | Команда 2            |
| -------------------------- | ------------ | -------------------- |
| Спартак (Софія)            | 3:3 пен. 7:5 | Локомотив (Пловдив)  |
| Славія (Софія)             | 6:1          | Спартак (Пловдив)    |
| ЦСКА Червено знаме (Софія) | 3:1          | Берое (Стара Загора) |
| Локомотив (Софія)          | 3:2          | Левські (Софія)      |

## 1/2 фіналу
| Команда 1                  | Рахунок | Команда 2         |
| -------------------------- | ------- | ----------------- |
| Славія (Софія)             | 2:1     | Спартак (Софія)   |
| ЦСКА Червено знаме (Софія) | 1:0     | Локомотив (Софія) |

## Фінал
| 10 вересня 1966 |

| Славія (Софія) | 1:0      | ЦСКА Червено знаме (Софія) |
| -------------- | -------- | -------------------------- |
| Василев 3'     | Протокол |                            |

| «Васил Левський», Софія Глядачів: 25 000 Арбітр: Костадин Динов |